# Staffan Westerlund
Kurt Staffan Westerlund, född 5 mars 1942 i Stockholm, död 22 mars 2012 i Björklinge, var en svensk författare och jurist. Han blev professor i miljörätt vid Uppsala universitet 1992.
Westerlund är begravd på Uppsala gamla kyrkogård.

### Skönlitteratur
- 1983 – Institutet
- 1984 – Svärtornas år
- 1985 – Sång för Jenny
- 1986 – Större än sanningen
- 1987 – Att bara försvinna
- 1988 – Baktändning
- 1990 – Skymningsläge (berättelser)
- 1992 – Ljusa sjöar
- 1994 – 0-lösningen
- 2003 – Rörligt mål

### Miljörätt (urval)
- Miljöskyddslagstiftning och välfärden (1971)
- Planering: en skrift om planeringslagstiftning och markanvändning (1974)
- Miljöfarlig verksamhet: rättstekniska studier av de centrala tillåtlighetsreglerna i miljöskyddslagen på grundval av teori och praxis (1975)
- Planlagstiftningen (1978)
- Naturvård och pågående markanvändning: en undersökning av naturvårdslagens ersättningsregler (1980)
- Miljöeffektbeskrivningar: en undersökning av USA:s och Sveriges rättsregler för beslutsunderlag inför miljöpåverkande beslut (1981)
- Kommentar till miljöskyddslagen (1981)
- Tillståndsärenden om miljöfarlig verksamhet: handledning för SNF:s kretsar och länsförbund om tillståndsprövning enligt miljöskyddslagen (1982)
- Vitbok: beslutet om Forsmarkslagret för låg- och medelaktivt avfall (1983)
- Lagen om kemiska produkter: kommentar (1985)
- Miljörättsliga grundfrågor (1987)
- Grunderna i plan- och bygglagen & naturresurslagen (1987)
- Kärnkraften är stoppad (1987)
- Avfallsreglering i svensk rätt (1988)
- Rätt och miljö (1988)
- Miljöskyddslagen: en analytisk lagkommentar (1990)
- EG:s miljörätt ur svenskt perspektiv (1991)
- EG och makten över miljön (1992)
- Grunderna i plan- & marklagstiftningen (1992)
- Vattenlagen och miljöbalken: en grovskiss till samordning mellan vattenrättsliga bestämmelser och en modern miljöbalk (1993)
- En hållbar rättsordning: rättsvetenskapliga paradigm och tankevändor (1997)
- Where Would Mankind Stand Without Land? (ingår i "Fågelperspektiv på rättsordningen - vänbok till Staffan Westerund", 2002)
- Jorden kallar (ingår i "Fastighetsrättsliga studier till minnet av Sten Hillert", 2002)
- Miljörättsliga grundfrågor 2.0 (2003)
- Miljörätt: basboken (med Inga Carlman 2004)

## Priser och utmärkelser
- 1984 – Bästa svenska kriminalroman för Svärtornas år
- 1985 – Sherlock-priset för Sång för Jenny
- 1986 – Bästa svenska kriminalroman för Större än sanningen